# Guido Faletra
Guido Faletra (Caltanissetta, 13 novembre 1920 – Roma, 13 marzo 1962) è stato un politico e sindacalista italiano.

## Biografia
Viene eletto nelle file del Partito Comunista Italiano alla Camera dei deputati nella II e III legislatura, dal 1953 alla sua morte avvenuta durante il secondo mandato. Al suo posto subentra Luigi Di Mauro, che rassegna le dimissioni dopo pochi mesi, e a cui subentra Alessandro Ferretti.